# Mutz Harnest

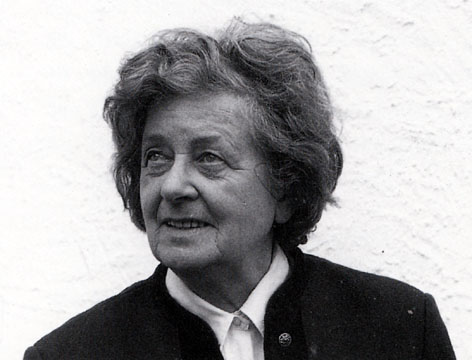
Mutz Harnest um 1980

Gertrud „Mutz“ Harnest, geborene Gertrud Ellermann (* 14. Dezember 1902 in Hamburg; † 13. März 1991 in Übersee) war eine deutsche Zeichnerin und Grafikerin.

## Leben

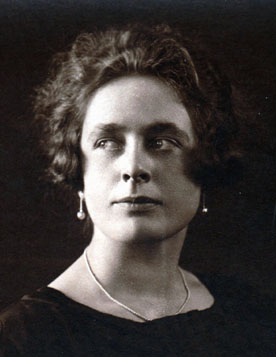
Gertrud Ellermann um 1925 während der Jahre ihrer Gesangsausbildung

Mutz Harnest machte 1929 ihr Abitur nach einer vierjährigen Gesangsausbildung. Danach ging sie gleich nach Wien an die damalige sogenannte „Frauenakademie“.
1930 fand sie Aufnahme in der Akademie der bildenden Künste in München bei Karl Caspar als einzige weibliche Studentin. Daneben studierte sie Psychologie und Pädagogik an der Universität mit dem Berufsziel Mittelschullehrerin.
1931 begegnete sie bei Karl Caspar zum ersten Mal Fritz Harnest, den sie 1935 heiratete. Sie bestritt später als Lehrerin viele Jahre den Unterhalt der Familie. Das Ehepaar durchlebte wechselnde Aufenthalte im Norden, in München und bei den Bauern im Oberland. 1937 wurde Sohn Joseph geboren, ein Jahr später erfolgt die Geburt des Sohnes Ulf. Nach einem missglückten Versuch sich in Hamburg niederzulassen zieht die Familie 1938 in eine Wohnung in Übersee.
Als 1939 der Krieg begann, wurde Mutz Harnest an der Schule in Übersee als Lehrerin verpflichtet. Nach Ende des Krieges wurde sie vom bayerischen Staat entlassen, weil sie ein Hamburger Examen hatte.
Ab 1947 arbeitete Mutz Harnest 20 Jahre als Mittelschullehrerin und Kunsterzieherin an der erzbischöflichen Maria-Ward-Mädchenrealschule Sparz in Traunstein.
Nach einem schaffensreichen Leben starb Mutz Harnest 1991 in ihrem Wohnort in Übersee.